# Seßlach
Seßlach è un comune tedesco di 4 075 abitanti, situato nel land della Baviera.